# Bonnières-sur-Seine
Bonnières-sur-Seine ist eine französische Gemeinde mit 5077 Einwohnern (Stand 1. Januar 2022) im Département Yvelines in der Region Île-de-France. Sie gehört zum Arrondissement Mantes-la-Jolie und ist Hauptort des Kantons Bonnières-sur-Seine. Die Einwohner werden Bonniérois genannt.

## Geographie
Bonnières-sur-Seine liegt an der Seine etwa 30 Kilometer nordwestlich von Paris. Umgeben wird Bonnières-sur-Seine von den Nachbargemeinden Bennecourt im Norden, Freneuse im Nordosten, Rolleboise im Osten, Rosny-sur-Seine im Süden und Südosten, La Villeneuve-en-Chevre im Südwesten und Westen sowie Notre-Dame-de-la-Mer im Nordwesten.
Durch die Gemeinde führen die Autoroute A13 (mit dem Ast A13a) sowie die frühere Route nationale 13. Der Ort hat einen Bahnhof an der Bahnstrecke Paris–Le Havre.

## Bevölkerungsentwicklung
| Jahr      | 1962 | 1968 | 1975 | 1982 | 1990 | 1999 | 2006 | 2011 | 2021 |
| Einwohner | 2250 | 2846 | 3399 | 3253 | 3437 | 3993 | 4059 | 4427 | 5038 |

## Sehenswürdigkeiten

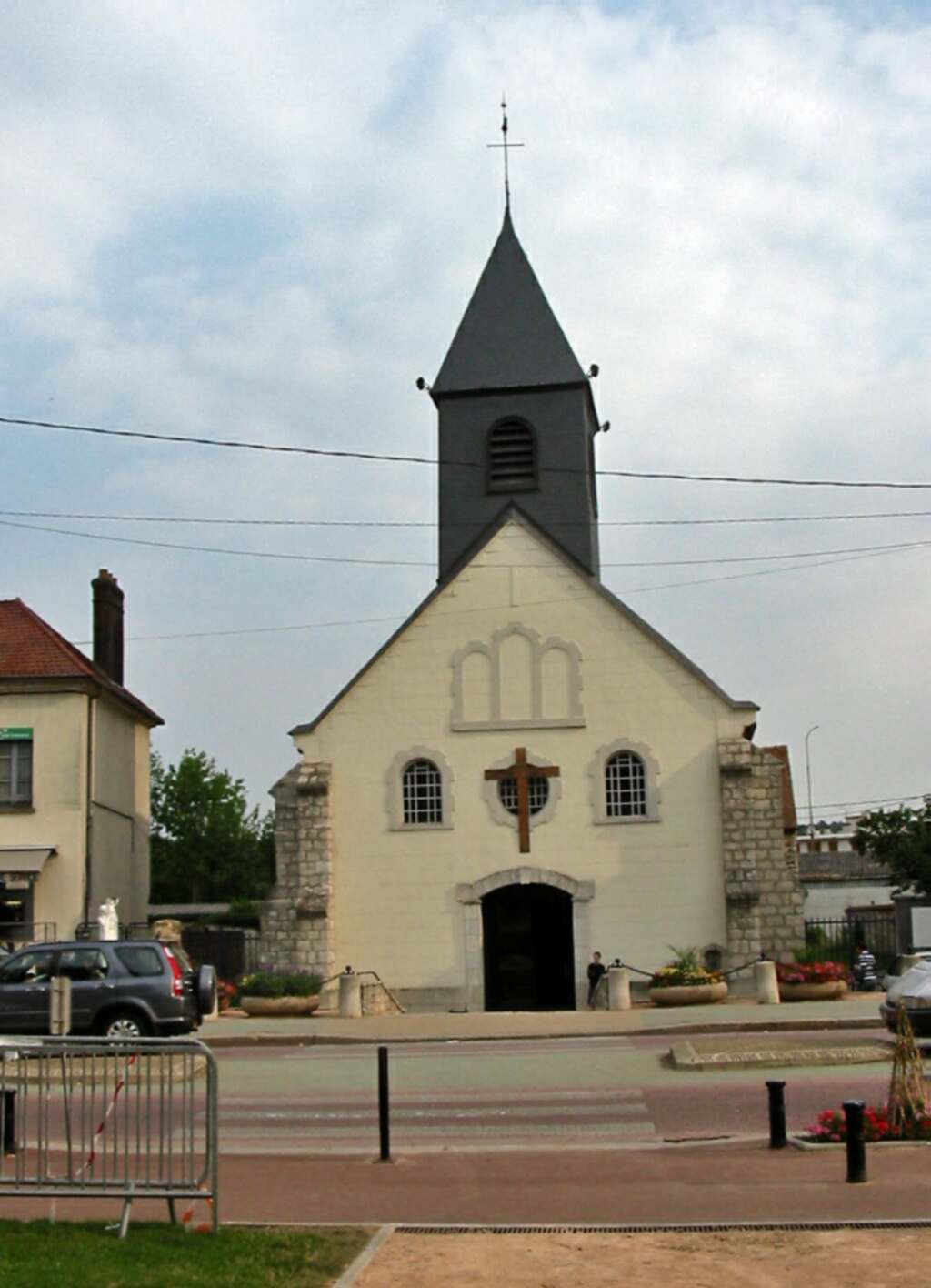
Kirche Notre-Dame

Siehe auch: Liste der Monuments historiques in Bonnières-sur-Seine
- Kirche Notre-Dame-de-la-Nativité, geweiht 1740
- Bögen bzw. Arkaden des früheren Schlosses Beuron
- Anwesen von Marcel Sembat und Georgette Agutte

## Persönlichkeiten
- Marcel Sembat (1862–1922), Politiker, Minister
- Georgette Agutte (1867–1922), Malerin, Ehefrau von Marcel Sembat
- Jacques Carlu (1890–1976), Architekt
- Jean Carlu (1900–1997), Grafiker

## Wirtschaft
Das Unternehmen Singer stellte hier ab 1934 Nähmaschinen her. Geschlossen wurde die Fabrik 1989. Der italienische Riva-Konzern betreibt hier ein Stahlwerk.

## Gemeindepartnerschaften
Mit dem Ortsteil Thy-le-Château der belgischen Gemeinde Walcourt in der Provinz Namur (Wallonien) besteht seit 1972 eine Partnerschaft.